# Privy Council (Brunei)
Das Privy Council (malaiisch Majlis Mesyuarat Di-Raja, dt.: „Geheimer Rat“) ist das Privy Council (Kronrat) des Monarchen von Brunei. Wenn der Sultan Personen auf Posten mit traditionellen Rängen, Titeln und Ehren ernennt, berät ihn dabei der Rat.

## Geschichte
Die Amtszeit des ursprünglichen Staatsrates endete im September 1959 mit der Verabschiedung der ersten kodifizierten Verfassung Bruneis. Die Legislative, Exekutive und das Privy Council übernahmen diese Rolle. Der Rat wurde 1959 gemäß der Verfassung gegründet und hat die Aufgabe, Seine Majestät den Sultan und Yang Di-Pertuan von Brunei Darussalam in Bezug auf die drei Regierungszweige Exekutive, Judikative und Legislative zu beraten, obwohl diese jeweils selbstständig sind. Dies steht im Einklang mit der Philosophie der malaiisch-islamischen Monarchie (Melayu Islam Beraja, MIB) des Landes.

## Mitgliedschaft
Gemäß den Verfassungsdokumenten von Brunei muss das Privy Council eingesetzt werden, welches in Übereinstimmung mit den Regeln von Teil IV der Verfassung gebildet wird. Jedes ernannte Mitglied des Rates dient nach Belieben Seiner Majestät des Sultans für die Amtszeit und unter den Bedingungen, die in der Ernennungsurkunde festgelegt sind, und unterliegt diesen Bedingungen. Darüber hinaus sollten die Ratsmitglieder aus folgenden Personen bestehen:
- Der stellvertretende Sultan und Yang Di-Pertuan (derzeit Kronprinz Al-Muhtadee Billah)
- Wenn ein Regentenrat ernannt wurde, die Regenten
- Zu den Mitgliedern von Amts wegen zählen der Yang Di-Pertua Adat Istiadat (Mohammed Bolkiah), der Perdana Wazir, weitere Wazire, die Mitglieder des Ministerrats, der Mufti Negara Brunei, der oberste Syar’ie-Richter, der Pejabat Peguam Negara (Generalstaatsanwalt) und alle anderen Beamten, welche der Sultan von Zeit zu Zeit per Proklamation in der Gazette ernennt.
- Alle weiteren Personen, die der Sultan durch eine Urkunde mit dem Staatswappen nominiert, werden als ernannte Mitglieder bezeichnet.

Vor Beginn seiner Pflichten muss jedes Mitglied des Rates vor dem Sultan, oder, falls ein Regentenrat ernannt wurde, vor dem ältesten männlichen Regenten oder vor einer anderen Person, welche der Sultan oder der älteste männliche Regent bestimmt, einen Eid oder eine Erklärung ablegen, wie sie im ersten Anhang der Verfassung als Form I festgelegt ist.

## Functions
Seit 2008 hat der Sultan dem Privy Council die Aufgabe übertragen, ihn im Zusammenhang mit der Ausübung seiner Befugnisse gemäß (Suspension) Order, 2006, Clause (1) of Art. 9 der Verfassung von Brunei Darussalam zu beraten.
Jede Sitzung des Geheimen Rates muss protokolliert werden (minutes). Der Sekretär des Councils wird vom Sultan ernannt und auch er muss einen Eid (Form II) ablegen und unterzeichnen. Das Council kann die Ausübung jeder ihm übertragenen Autorität oder die Durchführung jeder Handlung oder Aufgabe des Sekretärs unter der Leitung des Councils bestimmen, vorbehaltlich aller geltenden Gesetze. Der Ratschlag des Councils muss bei den Entscheidungen des Sultans nicht befolgt werden.

## Verfahren

### Einberufung
Wenn ein Regentenrat ernannt wurde, kann der ranghöchste männliche Regent das Privy Council einberufen; wenn der Sultan nicht in Brunei Darussalam ist und kein Regentenrat ernannt wurde, kann andernfalls der Perdana Wazir eine Ratssitzung einberufen. Wenn weniger als ein Drittel der Ratsmitglieder anwesend ist (abgesehen vom Sultan oder den anderen Vorsitzenden) und wenn der Sultan oder die anderen Vorsitzenden Einwände gegen die Abwicklung von Geschäften erhoben haben, dürfen bei keiner Sitzung des Councils Geschäfte abgewickelt werden. Für die Zwecke dieser Klausel gilt die Mitgliederzahl des Rates als das nächsthöhere Vielfache von drei, wenn die Anzahl der Mitglieder kein Vielfaches von drei ist. Alle Sitzungen des Geheimen Rates und alle damit verbundenen Entscheidungen dieses Rates sind rechtmäßig, auch wenn Personen teilnehmen, die dazu nicht befugt waren.

### Vorsitz
Soweit möglich, führt der Sultan den Vorsitz bei den Sitzungen des Privy Councils. Personen, die in Abwesenheit des Sultans den Vorsitz führen, werden anhand der hier aufgeführten Reihenfolge amtieren.
- In Abwesenheit eines stellvertretenden Sultans, sowie eines Regenten führt der älteste männliche Regent den Vorsitz.
- In Abwesenheit eines stellvertretenden Sultans, sowie eines Regenten kann der Sultan selbst ein Mitglied des Privy Council ernennen.
- In Abwesenheit eines solchen Mitglieds oder wenn kein solches Mitglied ernannt wurde, der Perdana Wazir.

## Mitglieder (2024)
| Zugehörigkeit                                  | Porträt |                                  | Ernennung         | Rollen |
| ---------------------------------------------- | ------- | -------------------------------- | ----------------- | --- |
| [[Haus Bolkiah\|Königliche Familie / Politiker |         | HM Sultan Hassanal Bolkiah       |                   | Sultan von Brunei (1967– ) Premierminister von Brunei (1984– ) Minister of Finance and Economy (1984–1986; 1997– ) Ministry of Defence (1986– ) Minister of Foreign Affairs (2015– ) Minister of Home Affairs (1984–1986)                                      |
| Königliche Familie/Politiker                   |         | HRH Prince Al-Muhtadee Billah    |                   | Kronprinz von Brunei (1998– ) Senior Minister at the Prime Minister’s Office (2005– ) |
| Königliche Familie/Politiker                   |         | HRH Prince Mohammed Bolkiah      |                   | Perdana Wazir (1970– ) Minister of Foreign Affairs and Trade (1984–2015) |
| Königliche Familie                             |         | HRH Prince Sufri Bolkiah         |                   | Präsident des Brunei Darussalam National Olympic Council (2010– ) President der Football Association of Brunei Darussalam (2013–2019) |
| Königliche Familie/Politiker                   |         | HRH Prince Jefri Bolkiah         |                   | Minister of Finance (1986–1997) |
| Königliche Familie                             |         | HRH Prince Abdul Malik           | 7. April 2011     | Vorsitzender des Management Committee der Sultan Haji Hassanal Bolkiah’s Foundation (2013–2017) |
| Königliche Familie                             |         | HRH Prince Abdul Mateen          | 7. April 2011     | |
| Königliche Familie                             |         | HRH Prince Abdul Wakeel          | 16. Mai 2024      | |
| Königliche Familie                             |         | HH Idris Abdul Kahar             | 9. April 2021     | Yang Di-Pertua Adat Istiadat Negara (2021– ) |
| Königliche Familie                             |         | HH Abdul Rahim Kemaluddin Al-Haj |                   | |
| Königliche Familie]]/Politiker                 |         | HH Ibnu Basit Apong              |                   | Deputy Minister of Defence (1986–2005) |
| Politiker                                      |         | Isa bin Ibrahim                  | 30. Januar 2018   | Minister at the Prime Minister’s Office (2018– ) Special Adviser to His Majesty the Sultan and Yang Di-Pertuan (2018– ) Speaker of Legislative Council (2011–2015) Minister of Home Affairs (1986–2005)                                                        |
| Politiker                                      |         | Badaruddin Othman                | 29. Mai 2010      | Minister of Religious Affairs (2015–) Minister of Home Affairs (2010–2015) |
| Politiker                                      |         | Halbi Mohammad Yussof            | 22. Oktober 2015  | Minister at the Prime Minister’s Office (2022– ) Second Minister of Defence (2018–2022; 2023– ) Minister of Culture, Youth and Sports (2015–2018) Commander of the Royal Brunei Armed Forces (2003–2009) Commander of the Royal Brunei Land Forces (2001–2003) |
| Politiker                                      |         | Isham Jaafar                     | 1. Dezember 2017  | Minister of Health (2017–present) |
| Politiker                                      |         | Amin Liew Abdullah               | 30. Januar 2018   | Minister at the Prime Minister’s Office (2018– ) Second Minister of Finance (2018– ) |
| Politiker                                      |         | Erywan Yusof                     | 29. Januar 2018   | Second Minister of Foreign Affairs (2018– ) |
| Politiker                                      |         | Ahmaddin Abdul Rahman            | 7. Juni 2022      | Minister of Home Affairs (2022– ) |
| Politiker                                      |         | Abdul Manaf Metussin             | 7. Juni 2022      | Minister of Primary Resources and Tourism (2022– ) |
| Politiker                                      |         | Juanda Abdul Rashid              | 7. Juni 2022      | Minister of Development (2022– ) |
| Politikerin                                    |         | Romaizah Mohd Salleh             | 7. Juni 2022      | Minister of Education (2022–) |
| Politiker                                      |         | Shamhary Mustapha                | 7. Juni 2022      | Minister of Transport and Infocommunications (2022– ) |
| Politiker                                      |         | Nazmi Mohamad                    | 7. Juni 2022      | Minister of Culture, Youth and Sports (2022–present) |
| Politiker                                      |         | Abdul Aziz Juned                 | 1. September 1994 | Mufti Negara Brunei (1994– ) |
| Rechtsanwalt                                   |         | Nor Hashimah Taib                | 6. Oktober 2020   | Attorney General (2020– ) |
| Rechtsanwalt                                   |         | Salim Besar                      |                   | Chief Syar’ie Judge (2015–present) |
| Politiker                                      |         | Abdul Aziz Umar                  | 7. April 2011     | Minister of Education (1984–1986; 1988–2005) Minister of Communications (1986–1988) |
| Politiker                                      |         | Zain Serudin                     | 7. April 2011     | Head of Religious Affairs (1970–1984) Minister of Religious Affairs (1986–2010) |
| Politiker                                      |         | Abdul Wahab Said                 |                   | |
| Sekretär                                       |         | Huraini Hurairah                 | 9. Januar 2024    | Clerk to the Privy Council (2024– ) Secretary to the Cabinet Ministers’ Council (2024– ) Clerk to the Legislative Council (2024– ) |

### Ehemalige Mitglieder
- Ahmad Isa, Attorney General (2020–2022)
- Abdul Hamid Bakal Kadi Besar (1977–1994)[21], Member of the Public Service Commission (1995–2001)[21], Chief Syar'ie Judge (2001–2015)[21]
- Judin Asar 1. Januar 1993[22] Secretary and clerk at the Legislative Council (1986–1993; 1993–present)[22]
- Nawawi Mohd Taha,  Private and confidential Secretary to His Majesty the Sultan and Yang Di-Pertuan of Brunei Darussalam (?–2023)[23]
(Membership stripped on 24. August 2023)[24]
- Rose Aminah Ismail, Deputy Clerk of the Legislative Council (2024– )[25]